# Diocesi di Xinyang
La diocesi di Xinyang (in latino: Dioecesis Siniamensis) è una sede della Chiesa cattolica in Cina suffraganea dell'arcidiocesi di Kaifeng. Nel 1950 contava 13.654 battezzati su 6.000.000 di abitanti. La sede è vacante.

## Territorio
La diocesi comprende parte della provincia cinese dello Henan.
Sede vescovile è la città di Xinyang.

## Storia
La prefettura apostolica di Xinyangzhou (o Sinyangchow) fu eretta il 15 dicembre 1927 con il breve Ex hac divi di papa Pio XI, ricavandone il territorio dal vicariato apostolico di Kaifengfu (oggi arcidiocesi di Kaifeng).
Il 2 marzo 1933 cedette una porzione di territorio a vantaggio dell'erezione della prefettura apostolica di Zhumadian (oggi diocesi).
Il 25 aprile 1933 la prefettura apostolica fu elevata al rango di vicariato apostolico con il breve Ea omnia dello stesso papa Pio XI.
L'11 aprile 1946 il vicariato apostolico è stato elevato a diocesi con la bolla Quotidie Nos di papa Pio XII, assumendo al contempo il nome di diocesi di Xinyang (o Sínyang).
Almeno fino al 2010 la diocesi non ha mai avuto vescovi, dopo l'espulsione dei padri Verbiti nel 1950.

## Cronotassi dei vescovi
Si omettono i periodi di sede vacante non superiori ai 2 anni o non storicamente accertati.
- Georg Froewis, S.V.D. † (1º agosto 1928 - 25 aprile 1933 dimesso)
- Hermann Schoppelrey, S.V.D. † (13 dicembre 1933 - 25 maggio 1940 deceduto)
- Vito Chang Tso-huan, S.V.D. † (8 luglio 1941 - 13 novembre 1949 dimesso[2])
  - Antonio Pott, S.V.D. † (8 marzo 1951 - 6 febbraio 1953 dimesso) (vescovo eletto)
  - Sede vacante

## Statistiche
La diocesi nel 1950 su una popolazione di 6.000.000 di persone contava 13.654 battezzati, corrispondenti allo 0,2% del totale.
| anno | popolazione | popolazione | popolazione | presbiteri | presbiteri | presbiteri | presbiteri                | diaconi | religiosi | religiosi | parrocchie |
| anno | battezzati  | totale      | %           | numero     | secolari   | regolari   | battezzati per presbitero | diaconi | uomini    | donne     | parrocchie |
| ---- | ----------- | ----------- | ----------- | ---------- | ---------- | ---------- | ------------------------- | ------- | --------- | --------- | ---------- |
| 1950 | 13.654      | 6.000.000   | 0,2         | 34         | 3          | 31         | 401                       |         | 12        | 28        | 17         |